# Дом Россини
Дом Россини в Пезаро — место рождения композитора Джоаккино Россини, который родился здесь 29 февраля 1792 года. В 1892 году, через сто лет после рождения Россини, муниципалитет Пезаро выкупил здание и превратил его в музей. Королевским указом № 95 от 25 февраля 1904 года он был объявлен национальным памятником (ит.).

## Здание
Дом Россини построен между XV и XVIII веками и неоднократно перестраивался. Здание имеет четыре этажа и подвал. Внешний вид здания не отличается какими-либо особыми художественными достоинствами, особенно по сравнению с соседними патрицианскими резиденциями города. Тем не менее, его своеобразная структура выделяется на улице и ценится жителями Пезаро.

## Интерьер и коллекции
С 2015 года Дом Россини был полностью отремонтирован в масштабной реконструкции, при которой были расширены помещения и использованы новейшие технологии.
В доме-музее хранятся различные документальные материалы, гравюры и памятные вещи, связанные с жизнью и творчеством композитора. Основу коллекции составляют пожертвованные великим парижским коллекционером Альфонсом Юбером Мартелем гравюры произведений Россини и его знаменитых интерпретаторов: Аделины Патти (Розина / Севильский цирюльник), Джованни Баттиста Рубини (Отелло), Джудитты Паста (Танкреди), Жильбера-Луи Дюпре (Арнольд / Вильгельм Телль).
В зале, посвященном музыке, находится фортепиано — клавишный инструмент, созданный в Венеции в 1809 году, а также несколько автографов маэстро. Также следует отметить коллекцию из тридцати печатных портретов Россини, от юности до старости, а также рисунок Гюстава Доре, изображающий его на смертном одре. Помимо официальных портретов, на выставке представлена серия карикатур, в том числе статуэтка Жана Пьера Дантана, высмеивающая Россини и других деятелей музыкального мира XIX века.
Помимо аудио- и видеозала, с новым контентом и оцифрованными графическими материалами (автографированными партитурами произведений и письмами) можно ознакомиться на сенсорных экранах по всему маршруту, а специальные станции позволяют прослушивать звукозаписи документов/писем, чтобы лучше понять биографические и творческие события композитора. К выставочному пространству был пристроен второй этаж для размещения документов интерпретаторов и произведений Россини, а также временных тематических выставок. Благодаря обновленному оформлению Дом Россини расширил экспозицию благодаря сотрудничеству с Фондом Россини (ит.), который предоставил новые и интересные документы, в том числе автографы и партитуры, оригинальные либретто опер Россини и оцифрованные партитуры.